# El Loto Azul
El Loto Azul (en el francés original Le Lotus bleu) es el quinto álbum de la serie Las aventuras de Tintín, creada por el historietista belga Hergé. Se publicó por entregas en Le Petit Vingtième —suplemento semanal infantil del diario católico conservador Le Vingtième Siècle— entre el 9 de agosto de 1934 y el 17 de octubre de 1935, a un ritmo de dos páginas semanales en blanco y negro, formando la segunda parte de la historia por entonces conocida como Tintín en Oriente. La primera edición en álbum, también en blanco y negro, apareció en 1936 en la editorial Casterman. La primera edición en color, en la misma editorial, data de 1946. Para ella, las primeras cuatro páginas del álbum fueron íntegramente dibujadas de nuevo, y se introdujeron también algunos cambios de menor importancia en otras partes del libro.
El Loto Azul es la segunda parte de una historia iniciada en el álbum anterior, Los cigarros del faraón, aunque puede leerse de forma independiente. La acción se desarrolla en su mayor parte en China, principalmente en la ciudad de Shanghái. El título está tomado del nombre de un ficticio fumadero de opio de esta ciudad. Tiene una gran relevancia dentro de la historia de la serie, por ser la primera vez que su creador, Hergé, se preocupó por documentarse exhaustivamente acerca del tema tratado, para lo que contó con la ayuda de un estudiante chino, Zhang Chongren, que influiría notablemente en el álbum y en su obra posterior. Para algunos autores, se trata de la primera obra maestra de Hergé e incluso hay quien considera este álbum el mejor de toda la serie.

## Antecedentes

### Hergé y Tintín

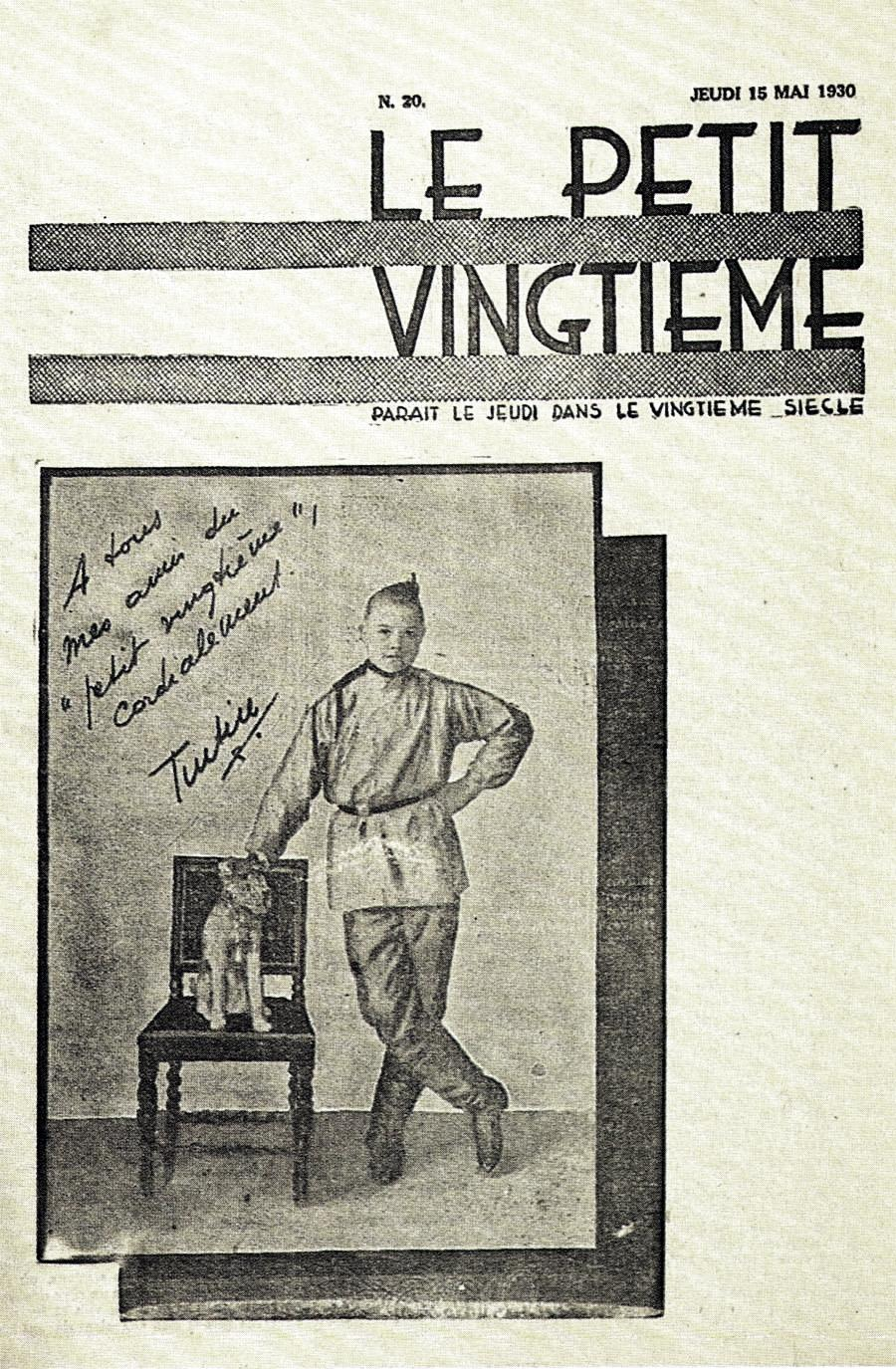
Las aventuras de Tintín cobraron fama desde la primera historieta. En la imagen, portada de Le Petit Vingtième de 15 de mayo de 1930 relativa a Tintín en el país de los soviets.

En 1934, el artista gráfico Georges Remi, más conocido desde 1924 como Hergé, ya conocía el éxito profesional a sus 27 años. Tras contraer matrimonio con Germaine Kieckens en 1932, su carrera parecía consolidarse. Acababa de fundar una agencia de publicidad llamada Atelier Hergé, en la que, para poder hacer frente a los numerosos pedidos, había incluido como socio a José De Launoit, amigo, antiguo compañero del movimiento escultista y del servicio militar y padrino de boda. Al mismo tiempo, su trabajo en el diario católico Le Vingtième Siècle le proporcionaba gran popularidad desde que en 1927 fuera contratado por su editor, el abate Norbert Wallez. Además de otras colaboraciones en distintos suplementos del periódico —de ideología bastante conservadora—, Hergé se ocupaba del suplemento infantil Le Petit Vingtième desde su creación en 1928. Sus personajes gozaban de la aceptación del público infantil y juvenil. Por ejemplo, desde 1930 venía dibujando las aventuras de Quique y Flupi, dos pilluelos de Bruselas que habían dado ya lugar a la publicación de dos álbumes, y en 1934 había iniciado las aventuras de Popol y Virginia.
Pero eran las aventuras de Tintín las que más éxito proporcionaban a su creador. Tintín en el país de los Soviets (1929-1930), Tintin en el Congo (1930-1931) y Tintín en América (1931-1932) habían sido muy populares. La fama del personaje era tal que el diario organizó multitudinarias recepciones populares a Tintín en la Estación del Norte de Bruselas al término de la publicación seriada de cada una de las tres historias, contando con la participación de un joven y un perrito que encarnaban al reportero y su mascota. El estilo de línea clara con el que estaban dibujadas suponía el tipo de dibujo más moderno de su época. Con posterioridad a la publicación de las historietas en capítulos semanales del suplemento, se publicaron con éxito los tres álbumes recopilatorios de las aventuras. Por esta época surgieron ciertas diferencias entre el autor y el periódico que fueron resueltas con un nuevo acuerdo económico más favorable a Hergé que se firmó cuando ya se había iniciado la publicación de El Loto Azul.

### Tintín en Oriente
El interés de Hergé por China se había iniciado en 1923, cuando —todavía adolescente— participó en un retiro espiritual en la abadía de Saint-André de Loppem y conoció al padre Édouard Neut. En el monasterio residían varios monjes que habían vivido en aquel lejano país, y el propio Neut era un experto en la historia y cultura del gigante asiático. Años más tarde, Hergé reconocería que el benedictino era el origen de su interés por todo lo referente a China. En 1932 Japón invadió China y un lector de Le Petit Vingtième sugirió que el ficticio reportero visitara el país. La respuesta de la redacción fue contundentemente negativa, argumentando que sería demasiado peligroso para Tintín. Sin embargo, poco después, el 24 de noviembre de 1932, cuando terminó la publicación de Tintín en América, el propio personaje protagonista anunció en una entrevista del suplemento infantil que pronto embarcaría hacia China, e informó de que el itinerario abarcaría Egipto, la India e Indochina. Hergé incluyó un mapa ilustrado que anticipaba las aventuras que estaban por llegar. A diferencia de las dos primeras historietas de Tintín, la temática de esta no había venido sugerida por Wallez. A principios de diciembre de 1932 se inició la publicación de las nuevas aventuras, y Tintín anticipó que su destino era Shanghái. El título provisional de la nueva aventura era Tintín en Oriente, si bien, tras la publicación de los fascículos y con vistas a la edición del álbum, Hergé le cambiaría el título por el de Los cigarros del faraón.
El álbum es considerado por los especialistas como una obra de transición situada entre el Tintín primitivo de las tres primeras historietas y el notable cambio que representará El Loto Azul. A diferencia de las ingenuas historietas anteriores, carentes de argumento y caracterizadas por la improvisación, Los cigarros del faraón muestra una cierta continuidad en su trama, ligada por la existencia de una sociedad secreta dedicada al tráfico de drogas. Su guion, no obstante, carece totalmente de planificación y es marcadamente folletinesco.
Tras terminar la publicación de esta primera historia el 8 de febrero de 1934, en mayo se publicó una carta de Quique y Flupi que ya incluía una referencia a la situación política internacional, con los carros de combate japoneses atacando China. Por esas fechas, Hergé se disponía a recopilar toda la documentación posible acerca de China con la intención de ambientar adecuadamente la continuación de la historia. La nueva aventura de Tintín acabaría siendo El Loto Azul.

## Documentación

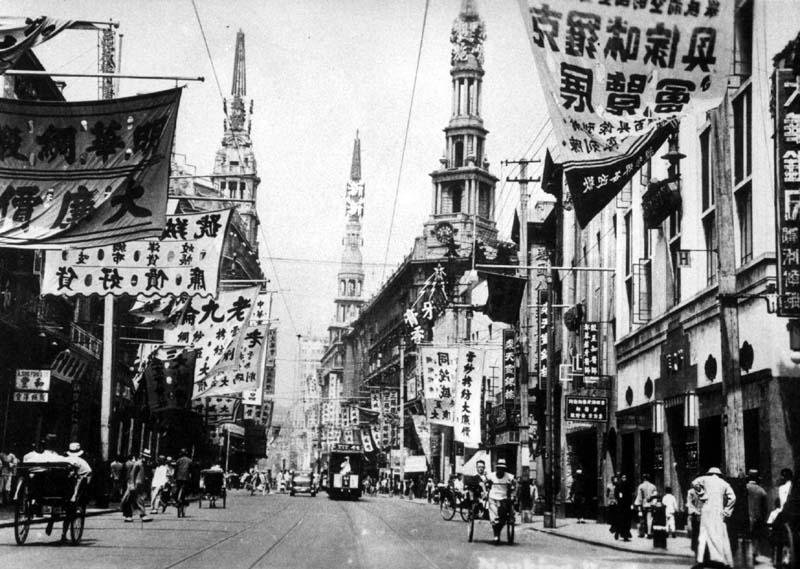
Hergé se documentó concienzudamente para ilustrar el álbum, lo que le permitió reproducir las coloristas calles de Shanghái de forma muy realista. En la foto, la calle Nanking en los años 30 del.

Se ha señalado la posible influencia que pudo tener en la gestación de El Loto Azul la película de D.W. Griffith Lirios rotos (Broken Blossoms; 1919), protagonizada por Lillian Gish y Richard Barthelmess. Otro filme que marcó a Hergé fue la cinta alemana de 1933 Flüchtlinge, que recreaba la atmósfera china de forma muy realista. También pudo tener cierto peso en el trabajo del dibujante el libro de André Malraux La condición humana, muy conocido entonces por haber ganado el Premio Goncourt en 1933. Igualmente es de esos años China, el libro de viajes escrito por Marc Chadourne en 1931. Otras posibles fuentes de inspiración procedían de la prensa, donde China incrementaba su presencia poco a poco. El conocido periodista Albert Londres, quien había sido uno de los modelos para crear a Tintín, escribió numerosos artículos en el país asiático hasta que su intrigante informe sobre Manchuria y Shanghái desapareció con él al hundirse su barco frente a las costas de Adén. Una serie de artículos suyos publicados a raíz de un anterior viaje a China diez años antes había sido recopilado en el exitoso libro La Chine en folie (La locura de China), que describía con gran sentido del absurdo un incoherente país de decapitadores. También hay constancia de que Hergé compró los libros China, de Vicente Blasco Ibáñez y Von China und Chinesen, de Heinz von Perckhammer, que contaba con abundantes ilustraciones. Sin embargo, parece claro que hubo otras personas que tuvieron más impacto en el acabado del álbum.
Hasta El Loto Azul, la visión que los álbumes de Tintín tenían de otras culturas estaba basada en estereotipos: malvados bolcheviques, africanos simples, estadounidenses codiciosos, indios ingenuos… La escasa relación de Tintín con la cultura china no había sido muy distinta: en Tintín en el país de los Soviets, aparecen unos crueles verdugos chinos con trenza y, en la primera versión en blanco y negro de Tintín en América, Milú teme acabar como alimento de dos sicarios chinos que llegarán a arrojar a su amo al lago Míchigan. En la mencionada entrevista con Tintín en la que este anunciaba su viaje a China, publicada el 24 de noviembre de 1932, el entrevistador hablaba de los torturadores chinos y de la posibilidad de que Milú fuera secuestrado por algún cocinero. El texto iba acompañado por un dibujo en el que el fox terrier era perseguido por un chino muy similar a los aparecidos en los dos álbumes mencionados.

### La influencia católica

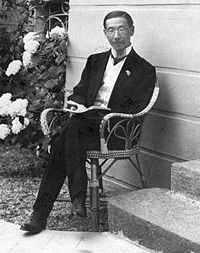
Lou Tseng-Tsiang, el padre Célestin, fue uno de los tres sacerdotes católicos que influyeron en Hergé.

Curiosamente, el impulso para que cambiara de actitud respecto al pueblo chino vino de la misma Iglesia católica con cuya labor misionera Hergé había sido tan complaciente en Tintín en el Congo. Conocedor de la circunstancia de que Lou Tseng-Tsiang —antiguo ministro de asuntos exteriores en el Gobierno chino y autor de una obra sobre la ocupación de Manchuria por Japón— había decidido ordenarse sacerdote con el nombre de padre Célestin Lou y residía en la abadía de St. André, Hergé escribió un par de días después al padre Édouard Neut. Este no solo conocía al culto sacerdote oriental, sino que también era, a su vez, un buen conocedor de la realidad china. Neut le respondió animándole a documentarse adecuadamente porque pensaba que el nuevo álbum de Tintín podía tener mayor importancia que los anteriores y podía llegar a ser una obra de entendimiento interracial. El fraile le envió dos libros: Aux origines du conflit mandchou (Los orígenes del conflicto manchú), obra de otro sacerdote, el padre Thadée, que explicaba las raíces del conflicto de Manchuria; y Ma Mère (Mi madre), de Cheng Tcheng, «que aporta una maravillosa perspectiva de la vida privada de la familia china». También le remitió un artículo de 1932 que resultó de suma utilidad y que explicaba las diferencias entre las civilizaciones china y japonesa. El religioso, con gran anticipación, le dijo lo siguiente:

... Tintín se encontrará con sabios chinos, monjes, bonzos chinos, familias chinas; se encontrará con militares japoneses; militares desde hace siglos, militares para ser militares y para luchar, como los prusianos en Bélgica en 1914: los chiquillos bruselenses han hecho tantas bromas de mal gusto sobre estos hidalgos de aldea que nos habían invadido (...) Tengo la impresión de que este viaje de Tintín podría tener repercusiones aún más grandes que sus viajes precedentes. Una de sus continuaciones podría introducir a Hergé en el mundo de Extremo Oriente y hacerle encontrar filones muy interesantes para informar y profundizar su talento, para renovarle constantemente, a la vez que podría colaborar con mucha eficacia con una obra de comprensión interracial, y de verdadera amistad entre amarillos y blancos.

Cuando Hergé se disponía a recopilar documentación sobre China, contactó con él el padre Gosset, capellán de un grupo de estudiantes chinos de la Universidad Católica de Lovaina. El sacerdote, que había seguido la obra del dibujante, le pidió que describiera de forma apropiada al país asiático, pues temía que sus estudiantes, grandes seguidores de Tintín, se sintieran decepcionados por la repetición de los viejos clichés. Entre otras cosas, el sacerdote le decía en la carta lo siguiente:

Si usted describe a los chinos tal como a los occidentales se los presenta muchas veces, si los muestra con una trenza en la espalda, cosa que ocurría bajo la dinastía manchú, un signo de esclavitud; si los declara bribones y crueles; si habla de suplicios chinos, ofenderá cruelmente a mis estudiantes. Por favor, ¡sea prudente! ¡Infórmese bien!

El 8 de marzo de 1934, durante un período de descanso entre la publicación de ambas historietas, Le Petit Vingtième publicó una nueva entrevista a Tintín. En la misma, a la pregunta de si tenía miedo de los chinos, Tintín, ya influenciado Hergé por la carta del padre Gosset, contesta lo siguiente: «¿Miedo de los chinos? Es obvio que, como en el caso de los europeos, hay de todo, pero los chinos en general son personas encantadoras, muy educadas, con una gran cultura y muy hospitalarias. Muchos de los misioneros a los que he encontrado en mis viajes me han hablado de una China a la que aman profundamente. Es un error pensar que todos los chinos son mentirosos, crueles, etc.»
Remi visitó al padre Gosset en Lovaina y conoció a dos de sus alumnos, el experto en teatro chino Arnold Tchiao Tch'eng-Tchih y su novia Susan Lin, con quienes entabló una fructífera amistad. Además, el sacerdote le sugirió que mantuviera una entrevista con Zhang Chongren, un prometedor estudiante de escultura de la Academia de Bellas Artes de Bruselas oriundo de Shanghái, que estaba también muy interesado en pintura, poesía y otras artes.

### Zhang Chongren

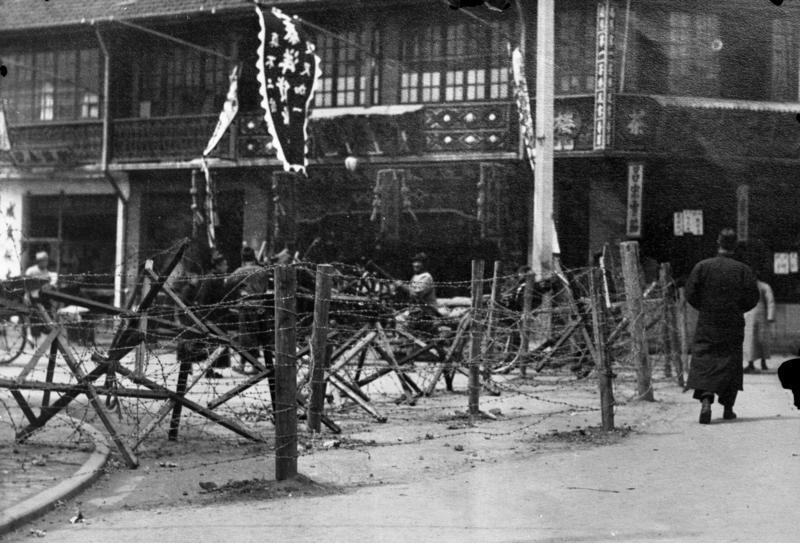
Alambradas que delimitan la concesión internacional de Shanghái. Tintin atraviesa dichos límites varias veces a lo largo de la historia.

El 1 o el 10 de mayo de 1934, Remi recibió la primera visita de Zhang, una influencia que resultaría decisiva y de la que nacería una pronta y profunda amistad. Su tío-abuelo, un prestigioso filósofo, era amigo del padre Célestin. Este se lo recomendó al padre Gosset, quien lo envió a Hergé.
Zhang tenía entonces 26 años y procedía de una familia católica de Shanghái formada por artistas. Estudió en la escuela Saint-Louis de su ciudad, donde aprendió francés. En 1931 obtuvo una beca y viajó a Europa, donde recibió noticias de que los japoneses estaban bombardeando Shanghái. Los tres años durante los que estudió en la Real Academia de Bellas Artes de Bruselas estuvieron marcados por la guerra en su país.
Zhang hizo nacer en Remi un gran interés sobre China, su arte y sus técnicas de pintura. Además, le ayudó a abandonar ideas preconcebidas y a desterrar estereotipos. No es casual que Hergé creara en El Loto Azul un personaje que lleva el mismo nombre del artista chino y que el intercambio de información entre Tintín y él haga que ambos prescindan de ideas preconcebidas y estereotipadas respecto a la cultura de su interlocutor. El autor comentaría después: «Hasta entonces, para mí la China estaba poblada por vagas “humanidades” de ojos rasgados, de gente cruel que comía nidos de golondrina, llevaba trenza y echaba a los niños al río… Me habían impresionado mucho las imágenes y los relatos de la Guerra de los Boxers, en las que se hacía hincapié en las crueldades de los amarillos, y me marcó mucho». El artista chino también le proporcionó postales, libros de dibujo y manuales chinos, que Hergé estudió y copió y que influyeron en su arte. Años después diría: «De allí procede mi gusto por el orden, mi deseo de reconciliar el detalle y la sencillez, la armonía y el movimiento».
Un par de semanas más tarde, Zhang volvió a visitar a Remi llevando consigo los mencionados manuales de dibujo chinos. Con el material disponible, Hergé empezó a elaborar sus primeros bocetos de ambiente oriental. En ellos, comenzó a distinguir entre los rasgos de los personajes chinos y los de los japoneses. Poco después, comenzó la publicación de la historieta. Hergé se había hecho una idea correcta de la situación política de Shanghái gracias a su labor previa de documentación, y ahora dibujaba los decorados distribuyendo negros y blancos mediante pluma y pincel. Los jardines del hotel proceden de uno de los manuales de Zhang; la cama tradicional de la casa del señor Wang en la que despierta Tintín fue esbozada por el artista chino.
La colaboración de Zhang también fue determinante para elaborar unos rótulos realistas escritos en chino con una cuidada caligrafía que le había enseñado su tío abuelo Ma Xiangbo. El artista asiático ayudó a Hergé diseñando los carteles escritos en chino mandarín sobre diferentes temáticas que aparecen en la obra, lo que concede mayor verosimilitud a las imágenes. En el álbum anterior, Hergé había ilustrado algunas viñetas con un árabe elemental creado por él mismo a partir de ejemplares de sus archivos. Sin embargo, los ideogramas creados por Zhang muestran gran conocimiento del idioma. Los textos callejeros incluyen carteles de contenido político, filosófico o comercial. También la decoración y mobiliario del interior de las viviendas chinas están diseñados por Zhang con gran cuidado para aproximarse a la realidad. Ambos artistas se reunían los domingos y Zhang escribía los textos en chino que debían aparecer en la página que se publicaba semanalmente y que le dotaban de una mayor autenticidad. Un llamativo ejemplo es la viñeta en la que Tintín espera durante horas la llegada a su casa del profesor Fan Se-Yeng mientras contempla una pintura tradicional china colgada en la pared. En julio de 1935, antes de que se terminara la publicación de la historieta, el joven Zhang regresó a China; pero le dejó a Hergé abundante documentación y los textos caligrafiados necesarios para completar la historia. El estudiante rehusó recibir cualquier tipo de compensación económica a cambio de su importante colaboración, pues entendió esta en primer lugar como una obligación para con su país y, posteriormente, como un placer. También rechazó, aunque con agradecimiento, la propuesta de Hergé de figurar como coautor de la historieta.
La influencia de Zhang sobre Remi fue «formidable». No solo le describió el ambiente de las ciudades chinas. También amplió sus recursos gráficos, le inspiró una tendencia a la autenticidad que ya no le abandonaría nunca y acabó con su eurocentrismo. Además, desde El Loto Azul, la obra de Hergé se va alejando de la política —que seguirá presente pero tratada con cierto desdén— para centrarse en la amistad como resultado de su relación personal.
Aunque Remi y Zhang se escribieron durante un tiempo, la guerra en China hizo que perdieran el contacto durante décadas. Sin embargo, el artista belga nunca llegó a olvidar al joven colaborador que le había iniciado en la comprensión de Oriente y, cuando se encontraba con personas de origen chino, solía preguntar si le conocían. Por fin, a principios de 1975, durante una fiesta que tenía lugar en Bruselas, Hergé coincidió con Pierre Wei y le preguntó si conocía a un escultor de Shanghái llamado Zhang Chongren. Para su sorpresa, Wei le respondió que Zhang había sido su padrino de bodas veinte años antes y, si bien había perdido contacto con él, prometió pedir ayuda a su propio hermano que residía en Shanghái. Al cabo de un tiempo, el hermano pudo informarle de que Zhang vivía todavía en la misma casa familiar de siempre y los dos antiguos amigos pudieron reanudar su comunicación epistolar. Tras muchas dificultades, en 1981 Zhang pudo viajar a Bélgica y reencontrarse con un Hergé que ya estaba por entonces debilitado por la enfermedad que acabaría con su vida dos años después.

### Nueva etapa
La documentación recopilada por Hergé desde la invasión de Manchuria por los japoneses de 1931 y el ataque a Shanghái de 1932 sirvió para que el dibujante diseñara una ciudad muy verosímil, aunque lo hiciera partiendo en ocasiones de imágenes de otras ciudades chinas, como Tien-Tsin, Mukden, Kharbine y Pekín. Este afán de Hergé por documentarse abre paso a lo que algún estudioso ha denominado como «etapa documentalista» en las aventuras de Tintín; una etapa que abarca la década de 1930. Sin embargo, la influencia de este interés documental se extiende con menor intensidad a todas las posteriores historietas del personaje.

### Orientalismo
La influencia de Zhang suscitó en Hergé una afición por Oriente que le acompañaría toda su vida. Concretamente, mostró un gran interés por la filosofía y la cultura chinas, particularmente por el taoísmo, pero también por el budismo y el pensamiento zen. Su actitud respecto al pueblo chino es muy distinta de la que había tenido hacia los congoleños solo tres años antes en Tintín en el Congo, y muy diferente de la que las historietas de su país siguieron dedicando durante largo tiempo al gran país asiático. Hay que recordar que tanto Blake y Mortimer como Buck Danny siguieron empleando durante años expresiones como «amarillos» o «caras de limón». La gratitud de las autoridades chinas por la defensa de sus intereses en El Loto Azul se expresó a través de la invitación que la esposa de Chiang Kai-shek, Soong May-ling, transmitió a Hergé para visitar China, un viaje que, debido a los continuos conflictos bélicos —Segunda guerra sino-japonesa, Segunda Guerra Mundial, guerra civil china—, el dibujante solo pudo realizar en 1973, y tan solo a la República de China subsistente en Taiwán. Con ocasión de ese tardío viaje, Remi pudo visitar también Macao y Hong Kong, incluidos los Nuevos Territorios. Sin embargo, el viaje motivaría que las autoridades comunistas le impidieran posteriormente visitar la República Popular China, a pesar de haber recibido noticias de su amigo Zhang, quien seguía viviendo en Shanghái. Su interés por Oriente también se podía percibir en algunas de las obras de arte que fue incluyendo en su colección personal, entre las que se encontraban varios caros jarrones chinos adquiridos en Londres y un buda dorado que compró a un monje tibetano.

### Vehículos

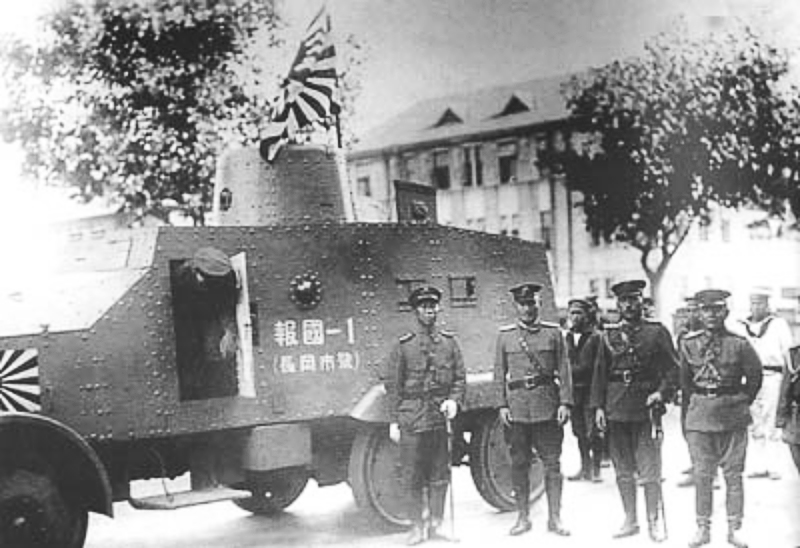
En el álbum aparece un automóvil blindado Sumida semejante a este, aunque con cuatro ruedas.

Aunque en los álbumes precedentes ya había dibujado automóviles auténticos —como el Ford T de Tintín en el Congo—, Hergé le diría años más tarde a Numa Sadoul que empezó a interesarse por la reproducción de «autos reales» a partir de El Loto Azul. Siguiendo una tradición de robar vehículos al adversario iniciada en Tintín en el país de los Soviets, el protagonista sustraerá al Ejército Imperial Japonés un automóvil blindado que los expertos identifican como un Sumida ARM. Otra tradición inaugurada en la primera historieta es la de los accidentes que hacen progresar la acción o permiten la salvación del héroe de situaciones comprometidas. En esta ocasión, Tintín colisiona contra un camión cuando escapa de sus perseguidores montado en bicicleta. El choque hace que sea proyectado al volquete, lo que le facilita la huida. El camión ha sido identificado con un Miesse belga de 1933. También le vemos agarrarse subrepticiamente a la rueda de recambio que la berlina de Mitsuhirato lleva en su parte trasera. El vehículo no puede ser identificado con claridad, pero se asemeja a varios modelos estadounidenses de principios de los primeros años 1930, como los fabricados por Nash, Ford, Dodge o Chevrolet. Sí ha sido identificado el automóvil que aparece en la página 52 y que Tintín roba a un chofer particular con la intención de salvar al profesor Wang y su familia: se trata de un Chrysler Six de 1931.

## Guion

### Estructura
Al ser una continuación de Los cigarros del faraón, la historia comienza donde terminó la anterior: en el palacio del maharajá de Rawhajpurtalah; es, por tanto, la primera historieta de Tintín que no comienza en Bruselas. Este hecho le llevó a Hergé a introducir un recordatorio de lo sucedido en el álbum anterior en forma de resumen de prensa. El mayor trabajo previo de documentación desarrollado por Hergé se refleja también en un guion más coherente que los de las aventuras anteriores, en las que el propio autor no sabía bien por donde iba a discurrir la historia de una semana a otra. El Loto Azul puede resultar menos espontáneo y emocionante en ese sentido, pero, a cambio, es mucho más profundo y realista. No obstante, ese guion más elaborado resulta laberíntico, fue realizado improvisadamente y sobre la marcha, ayudado por unas circunstancias históricas determinadas y gracias, sobre todo, a la ayuda de Zhang.
Al igual que en otras historias de Tintín, la narración está repleta de enigmas y obstáculos que debe superar el protagonista durante su investigación. Tanto el mensajero chino que viaja a la India como el hijo del profesor Wang son envenenados y pierden la razón antes de que puedan proporcionar al joven reportero la información que le iban a transmitir; el mendaz Mitsuhirato se hace pasar por colaborador y le proporciona información errónea que le despistará durante un tiempo; y Rastapopoulos le da información correcta pero incompleta. Además, al propio autor le gusta confundir al lector. Por ejemplo, intercala viñetas de Hernández y Fernández transmitiendo y recibiendo despachos con otras de los criminales escribiendo y leyendo informes, con lo que sugiere engañosamente que unos y otros actúan concertadamente. También los mensajes de radio que capta Tintín resultan ser enigmas que hay que resolver.

### Sinopsis

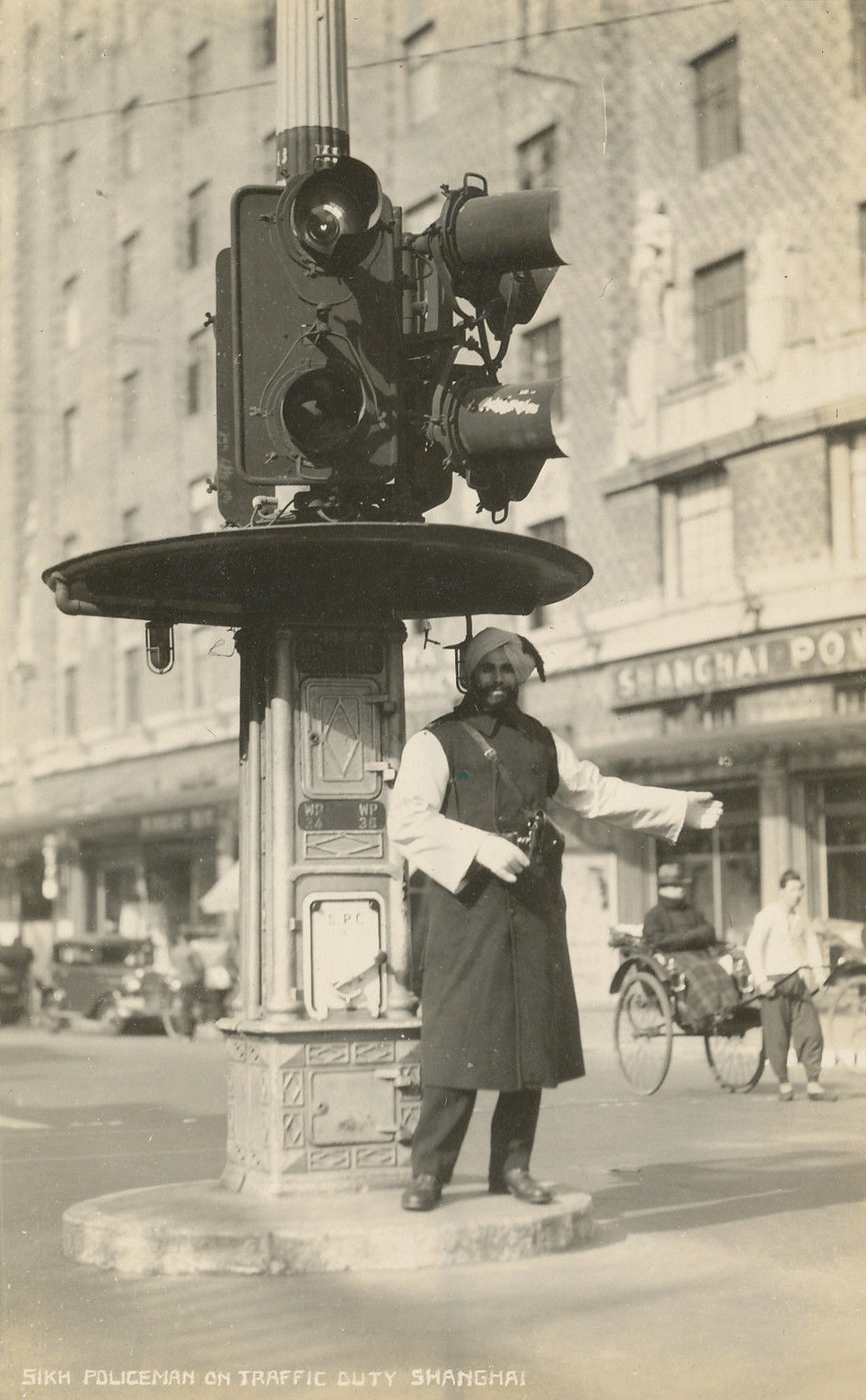
Policía sij de la Concesión Internacional similar a los que intentan dar una paliza a Tintín.

Tras finalizar su lucha contra la sociedad secreta de narcotraficantes narrada en Los cigarros del faraón, Tintín descansa en el palacio del maharajá de Rawhajpurtalah. Allí recibe la visita de un emisario chino que es envenenado con una flecha impregnada de radjaidjah, el veneno que hace perder la razón. Antes de perder la razón, el mensajero solo puede decir dos palabras: «Mitsuhirato» y «Shanghái». Tintín decide partir hacia esta ciudad para resolver el enigma. Una vez allí, es recibido por Mitsuhirato, quien resulta ser un comerciante textil japonés. Este le dice que fue él quien envió al mensajero para pedirle que permaneciera con el maharajá, quien se encuentra en peligro. Tras la entrevista, Tintín es objeto de dos atentados contra su vida, de los que se salva gracias a la agresiva intervención de un joven chino. Al acudir a una cita con este, Tintín comprueba que también ha sido envenenado con el radjaidjah. Ante la imposibilidad de obtener más información, decide embarcar de vuelta a la India.
En el barco, Tintín y Milú son secuestrados y trasladados a la casa de Wang Jen Chié, padre del joven demente que salvó a Tintín. Wang le informa de que pertenece a una sociedad secreta denominada Los Hijos del Dragón, dedicada a la lucha contra el tráfico de opio. También le advierte de que Mitsuhirato es el principal responsable de tal actividad en China, además de ser un agente al servicio del gobierno japonés. Interceptando emisiones de radio cifradas, Tintín obtiene una pista que le conduce a un fumadero de opio llamado El Loto Azul. Siguiendo a Mitsuhirato desde allí, observa cómo vuela un tramo de vía férrea, acción que, acompañada por una intensa actividad propagandística, permite a Japón justificar una intervención militar en China. Tintín es capturado y Mitsuhirato le inyecta una dosis de radjaidjah antes de dejarle en libertad. Sin embargo, el veneno había sido previamente sustituido por agua por uno de los hijos del dragón. Mitsuhirato denuncia a Tintín a las autoridades de ocupación japonesas, que ponen precio a su cabeza. Pese a todo, Tintín consigue escapar y llegar a casa de Wang.
Al poseer una muestra del veneno, Tintín decide regresar a Shanghái para analizar el radjaidjah y buscar una cura. Tras hacerse pasar por general, atraviesa las líneas japonesas y entra en la Concesión Internacional burlando la vigilancia. Un noticiero que ve en un cine en el que se ha refugiado, le informa de que está en la ciudad el profesor Fan Se-Yeng, experto en cuestiones relacionadas con la demencia. Le busca en su casa, pero aquel se demora excesivamente. Las indagaciones de Tintín le revelan que el sabio ha sido secuestrado y que piden un rescate por él pero, antes de que pueda hacer nada, es detenido por la policía, cuyo jefe J.M. Dawson le expulsa de la concesión haciéndole caer en manos de los japoneses.
Condenado a muerte, Tintín es salvado por el señor Wang. Siguiendo la pista, decide viajar a Hou-Kou para localizar al profesor Fan. Una inundación le obliga a abandonar el tren y le permite salvar de morir ahogado al joven Tchang Tchong-Jen, quien decide acompañar a su salvador. Mientras tanto, Mitsuhirato consigue que el jefe de la policía de la Concesión, el corrupto Dawson, colabore en la captura de Tintín. Para ello, envía a Hernández y Fernández a Hou-Kou. Los dos policías detienen a Tintín, pero Tchang sustituye sus credenciales y el periodista queda en libertad. Cuando llegan al lugar donde se debe pagar el rescate por el profesor Fan, un agente de Mitsuhirato hiere a Tintín, a quien solo la intervención de Tchang consigue salvar.
Los dos jóvenes regresan a Shanghái. Tras una semana de reposo en casa del señor Wang, Tintín espía a Mitsuhirato y se entera de que este se dispone a capturarles a todos. En efecto, cuando vuelve a casa ve que la familia Wang ha sido secuestrada. Una pista le conduce a El Loto Azul, donde oye a Mitsuhirato mencionar un almacén del puerto. Al día siguiente por la noche, Tintín se esconde en un barril que los traficantes conducen al almacén. Allí es capturado por Mitsuhirato, quien le revela que su jefe es el mismo Rastapopoulos, quien se presenta allí. Los bandidos pretenden que el demente hijo del señor Wang les decapite a todos, pero la intervención de Tchang y los hijos del dragón, escondidos en otros barriles, consigue salvarles y detener a los delincuentes.
Además de acabar con la red de traficantes de opio, las investigaciones de Tintín dejan al descubierto las argucias japonesas, por lo que Japón debe abandonar el territorio chino. Los señores Wang deciden adoptar a Tchang y Tintín zarpa de vuelta a casa. Mitsuhirato se hace el hara-kiri

## El tráfico de drogas

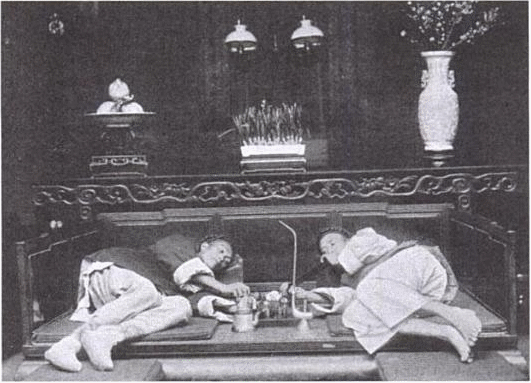
El Loto Azul es el nombre de un ficticio fumadero de opio de Shanghái similar al de la imagen.

Ya en Los cigarros del faraón Hergé había elegido a una organización secreta de traficantes de droga como adversaria de Tintín. De esta forma, eligió un tema muy de actualidad en la época de publicación de la historieta, pues el tráfico de opio había reclamado la atención de la Sociedad de Naciones, quien dirigía y coordinaba la represión de los traficantes. Este tipo de delincuencia le resultaba tan repulsiva al dibujante belga que decidió mantener la trama en El Loto Azul e, incluso, volvió a utilizarla en su posterior álbum El cangrejo de las pinzas de oro. El artista enlaza este tipo delictivo con el tema de las sociedades secretas de todo tipo que proliferaban en la época y usaban influencias ante estamentos poderosos. Su influencia ante la clase política dio lugar a escándalos tan notorios como el caso Stavisky en Francia o el escándalo del estraperlo en España, lo que perjudicó todavía más el prestigio de las instituciones parlamentarias, muy quebrantadas durante el período de entreguerras. A ello hay que añadir la pertenencia de algunos líderes políticos a la masonería, lo que, dado el carácter discreto de esta —ya que no secreto—, dio munición a publicaciones sensacionalistas, algunas muy del agrado de Remi. La utilización de este tipo de organizaciones y sus rituales era un recurso muy extendido en la literatura popular.
Igualmente secreta, pero de signo positivo, es la sociedad de Los hijos del dragón, que lucha contra el tráfico de opio en China y que solicitará —y prestará— ayuda a Tintín. Las sociedades secretas estaban muy enraizadas en la China tradicional. Además, algunas fueron organizadas en el ámbito concreto de las concesiones internacionales —administradas siempre por extranjeros— con el propósito de defender los intereses de los chinos. Organizaciones como la de la Banda Verde existían realmente en la época con este propósito.
Aunque los fumaderos de opio habían sido prohibidos en Shanghái en 1906, en la década de 1930 seguían existiendo establecimientos clandestinos como El Loto Azul. Al igual que en Chicago con la ley seca, las redes de delincuentes atendían la demanda de consumo de droga, así como las de juego y prostitución.

## Trasfondo político
La influencia de Zhang fue también determinante para el compromiso político que adoptó Hergé en El Loto Azul. La agresividad de la política del Japón era ya clara en el momento de la publicación de la historieta, pero pocos europeos eran conscientes del peligro que suponía. De hecho, la mayor parte de la opinión pública europea era projaponesa, pues el Imperio había sido aliado de Francia y el Reino Unido durante la Gran Guerra y era adversario de la Unión Soviética. Muchos occidentales creían que la presencia japonesa en China proporcionaba estabilidad en la región. El joven estudiante chino hizo que Remi cambiara su visión también en este ámbito.

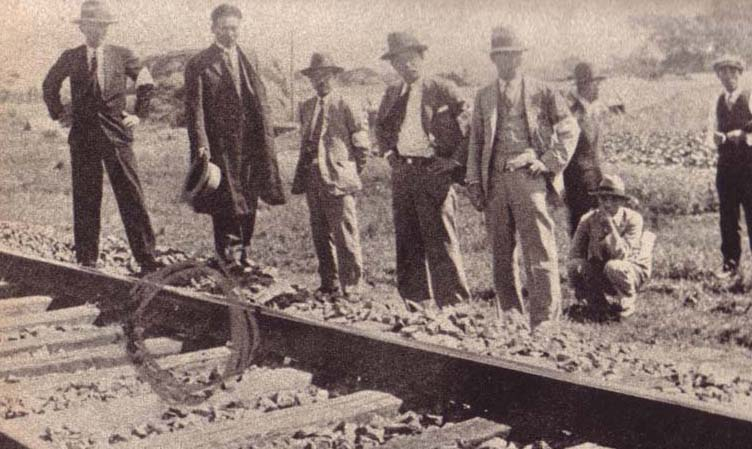
El incidente de Mukden inspira parte del argumento del álbum. En la imagen, expertos japoneses inspeccionan la vía saboteada en 1931.

El sabotaje por Mitsuhirato de la línea férrea Shanghái-Nankín, del que Tintín es testigo, es una clara transposición del verídico incidente de Mukden, acaecido en noviembre de 1931 mucho más al norte, en Manchuria, y que sirvió a Japón para justificar su intervención en China y la creación del estado títere del Manchukuo. Hergé describe sucintamente el empleo de la propaganda por parte del Imperio Japonés para legitimar su ocupación de territorio chino. Además, el artista dibuja a los diplomáticos japoneses ante la Sociedad de Naciones justificando la ocupación, tal como había ocurrido en la realidad pocos años antes. También hubo en la realidad una ocupación japonesa de Shanghái, pero solo duró tres meses gracias a la intervención de la organización internacional.
Al final de la historia se narra también el abandono por parte de Japón de la Sociedad de Naciones, hecho que había tenido lugar en la realidad en febrero de 1933. El papel que en esa decisión japonesa desempeñó el informe de la Comisión Lytton es sustituido en la historieta por la labor investigadora de Tintín.
La toma de partido del dibujante en contra del imperialismo nipón es clara, aunque menos panfletaria de la que hizo en Tintín en el país de los soviets, y está lejos de la sutileza de la denuncia antinazi de El cetro de Ottokar. Su militante postura sorprendió a muchos; un general belga criticó al dibujante por considerar que la política de Extremo Oriente no era apropiada para los niños y la embajada japonesa protestó oficialmente ante las autoridades belgas y presionó a Le Vingtième Siècle para impedir la publicación de la historieta. Sin embargo, aunque el asunto preocupó a Hergé, la dirección del periódico no se dejó intimidar. De hecho, el álbum no se publicaría en Japón hasta muchos años después, y solo tras añadir los editores una introducción explicativa. Sin embargo, los acontecimientos posteriores demostraron la perspicacia política de Hergé, quien se adelantó años a la opinión de muchos occidentales. Por otro lado, tras la Segunda Guerra Mundial, esta toma de partido antijaponesa le vendría muy bien a Hergé para defenderse de las acusaciones de colaboracionismo con las autoridades alemanas durante la ocupación.
Si no es bueno el papel de los japoneses, lo cierto es que los occidentales no quedan mejor. La Concesión Internacional, una zona de la ciudad controlada por las potencias extranjeras que se mantenía desde la Primera Guerra Sino-japonesa, aparece solo preocupada por los particulares intereses comerciales y convertida en un foco de corrupción. Su jefe de policía, Dawson, no vacila en aliarse con los japoneses cuando le conviene. Ya resulta sorprendente encontrar una visión tan radicalmente antioccidental en una publicación belga de esa época, pero todavía llama más la atención que fuera una publicación infantil y católica la que la difundiera. La crítica se ve completada con la explicación que Tintín ofrece a Tchang acerca de la visión estereotipada que los occidentales tenían de China y la mención que Tchang hace de la Guerra de los boxers. A pesar de esta visión negativa, hay que tener en cuenta que Shanghái también era la ciudad más importante y cosmopolita del Extremo Oriente debido precisamente a esta presencia extranjera.
La inequívoca crítica al colonialismo puede apreciarse en la secuencia en la que Tintín decide defender al conductor chino del rickshaw que le transporta cuando este es agredido a bastonazos por el racista Gibbons. No solo le romperá el bastón al norteamericano, sino que le reprochará que su conducta es impropia de un caballero. Esta toma de partido por parte de Tintín del lado de los débiles y oprimidos es la que ha permitido que algunos autores remarquen el compromiso del personaje con los derechos humanos y las minorías, y su oposición al autoritarismo; y ello sin recurrir a posturas explícitamente políticas o religiosas. Unos valores nacidos del platonismo, el estoicismo, el cristianismo, desarrollados en la caballería medieval y culminados con lo mejor de la Revolución Francesa.
Sin embargo, la incursión política de Hergé no llega a mencionar los problemas internos chinos, como la guerra civil entre el Kuomintang de Chiang Kai-shek y el Partido Comunista de Mao Zedong, a pesar de que en la fecha de publicación de la historieta era un hecho perfectamente conocido, pues incluso había tenido lugar ya la Larga Marcha.

## Personajes

### Tintín

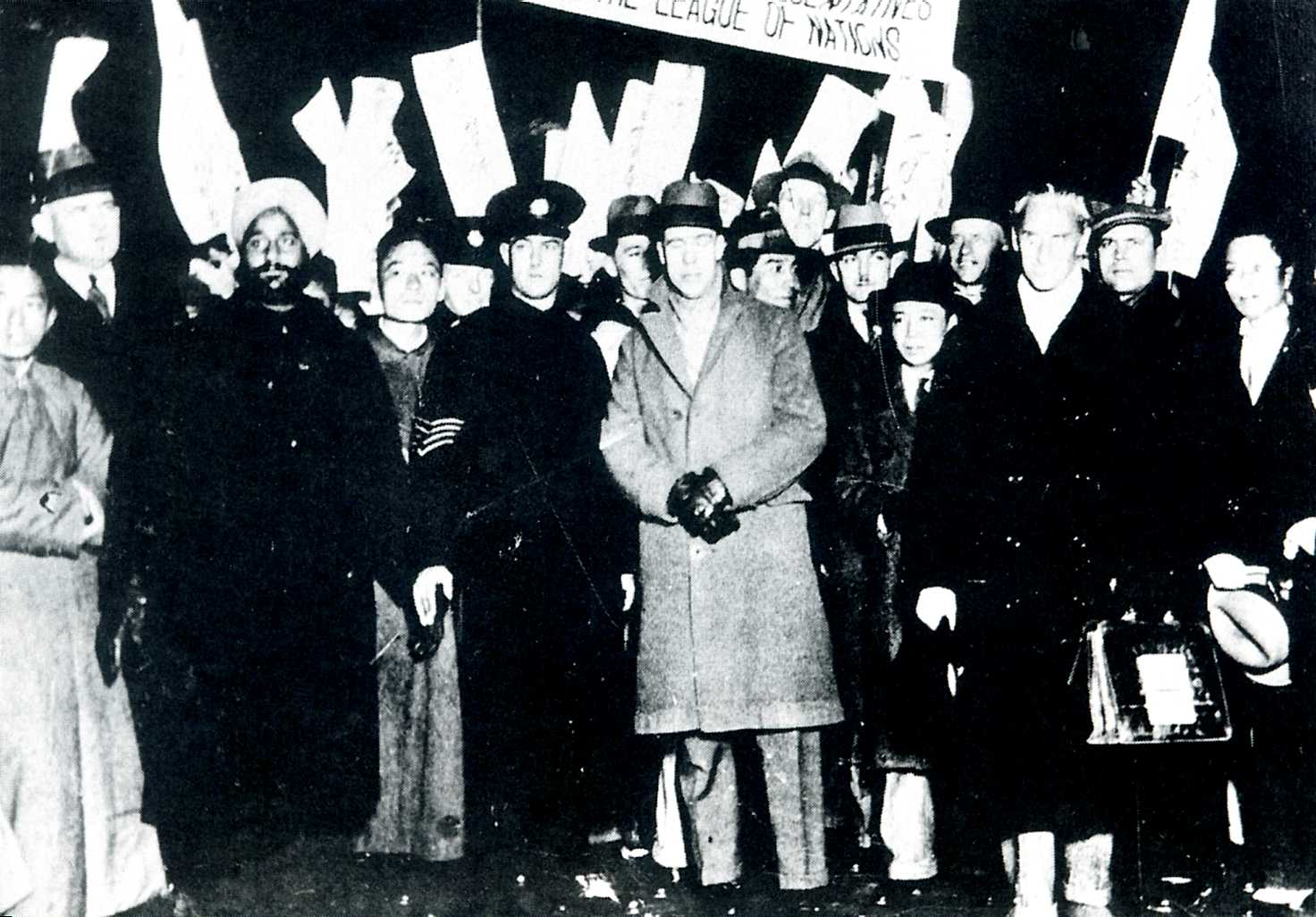
Llegada de la Comisión Lytton a Shanghái en 1932. En el álbum, Tintín realiza una labor investigadora cuya conclusión es similar a la del informe de la comisión.

Tintín continúa el proceso de maduración que iniciara en Los cigarros del faraón. Lejos de su imagen de niño o adolescente de las primeras historietas, el joven es ahora una persona bien informada, fruto de la mejor documentación llevada a cabo por Hergé, y que se desenvuelve bien en sociedad. Su personalidad está mejor desarrollada que en las anteriores historietas. Sigue siendo reportero, pero desde el álbum precedente ya no se anuncia como periodista del Le Vingtième Siècle, sino que parece independiente, y su actuación es más propia de un investigador privado que de un periodista. De hecho, aparece más como protagonista de noticias periodísticas que como autor de las mismas.
La pericia del héroe manejando todo tipo de vehículos, ya demostrada en anteriores aventuras, se vuelve a poner de manifiesto cuando conduce un blindado japonés. También demuestra ser un experto nadador al salvar a Tchang y conocer el código Morse. De hecho, la radio desempeña un importante papel. El protagonista tiene un moderno equipo de onda corta que resulta esencial para el desarrollo de la trama. La función del receptor ha sugerido a algún autor similitudes con La tempestad de Shakespeare y con el filme Orfeo de Jean Cocteau. La suma de tantas habilidades le ha valido al joven reportero ser comparado con James Bond.
En esta aventura, Tintín muestra sus emociones como no había hecho hasta entonces; primero derramando lágrimas ante la tristeza de la esposa del señor Wang, preocupada por la demencia de su hijo Didi y, más tarde, durante la despedida de sus amigos asiáticos. Esa mayor humanidad del personaje queda evidenciada por otro hecho significativo: por primera y única vez podemos ver sangrar al héroe cuando un sicario de Mitsuhirato —también japonés como él— le dispara a traición haciéndose pasar por fotógrafo. La herida permite verle también por primera vez privado de su indumentaria. Muestra de esta mayor profundidad del personaje es también la profunda amistad que surge entre el reportero y el joven Tchang. Al ser jóvenes de similar edad, la relación de casi hermandad que se establece llega a ser incluso más profunda que la que Tintín llegará a tener en el futuro con el mismísimo capitán Haddock, una persona de más edad.
Por lo demás, las simpatías de Hergé y Tintín por la cultura china quedarán evidenciadas por el hecho de que el segundo aparece vestido con indumentaria típica china durante gran parte de la acción, así como en el hecho de que, en futuras historias, aparecerán elementos decorativos chinos en el apartamento del reportero.

### Tchang
El joven Tchang Tchong-Jen, a quien Tintín salva de morir ahogado y que, a su vez, salva a Tintín en varias ocasiones, aparece sólo en el último tercio de la historia, pero es un personaje esencial. Es la primera vez que Tintín viaja acompañado de un amigo y este no solo le salva en varias ocasiones —actuación que en anteriores aventuras solía corresponder a Milú o a otros personajes incidentales— sino que en su falsificación de la documentación de Hernández y Fernández demuestra ser insustituible. La interpretación más extendida es que Hergé le pone al personaje el mismo nombre que a su amigo Zhang Chongren, el estudiante chino que le instruyó respecto a la cultura de su país, a modo de homenaje, ya que la relación entre los personajes es similar a la existente entre los dos artistas al servir para que ambos eliminen los prejuicios recíprocos hacia la cultura del otro. Sin embargo, algún autor va más allá y considera al Tchang ficticio como la misma persona que el artista de idéntico nombre. Desde este punto de vista, sería el único personaje real, junto a Al Capone, que aparece en las aventuras de Tintín. Tintín proporcionará al huérfano Tchang una familia, la del profesor Wang, en un comportamiento que se repetirá en otras historias y que algunos autores relacionan con el pasado familiar de los Remi. A pesar de una prolongada separación que duró décadas, Hergé nunca olvidaría su amistad con el joven chino estudiante de arte, y retomó el personaje de Tchang para el álbum Tintín en el Tíbet. Allí veremos que la amistad entre el reportero y el joven chino es tan fuerte que Tintín, al enterarse de que el avión en el que viajaba Tchang se ha estrellado en el Himalaya, intentará un rescate que va más allá de la lógica.

### Mitsuhirato
El educado comerciante japonés cuyos modales impresionan a Tintín en su primer encuentro resultará ser uno de los dirigentes de la red de traficantes de opio y, además, un eficaz agente del gobierno japonés. La total ausencia de principios de Mitsuhirato le hace irrecuperable a ojos del autor, hasta el punto de que merecerá la muerte, al igual que otros ilustres antagonistas del reportero. Sin embargo, la forma elegida para su suicidio, el ritual del harakiri, resulta inapropiada para un individuo de su calaña y evidencia un desconocimiento de la cultura japonesa.

### Hernández y Fernández

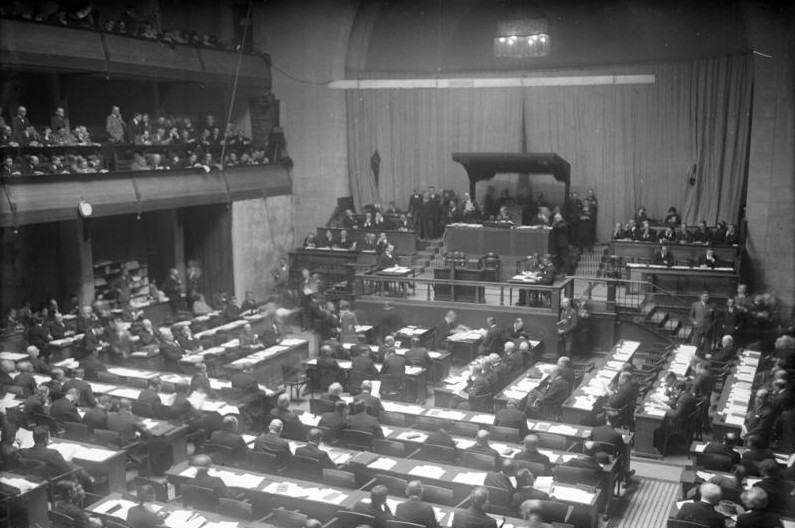
Hernández y Fernández parecen trabajar para la Sociedad de Naciones, organismo muy presente en la historieta. Sus reuniones celebradas en la gran sala del Palacio de las Naciones de Ginebra también aparecen en el álbum.

Los dos policías ya habían intervenido en Los cigarros del faraón, donde parecían trabajar para la Sociedad de Naciones, pero su reaparición en esta historia supone su definitiva consolidación en el mundo de Tintín, que ya no abandonarán. En la primera edición del mencionado álbum son denominados como X-33 y X-33 bis y ya desde entonces se distinguen por su incapacidad. Posteriormente serán denominados en la versión original Dupond y Dupont o, más abreviadamente, los Dupondt. En la versión española responden a los nombres de Hernández y Fernández.
En cierto sentido, representan la pervivencia de ese universo estereotipado en el que Hergé había movido a su personaje antes de recibir las influencias de Zhang Chongren y otros colaboradores que le impiden repetir sus errores de juventud. Su llegada a la ciudad de Hou-Kou disfrazados de mandarines de opereta causa sensación entre la población y supone el comienzo de una larga serie de disfraces igualmente ineficaces que usarán en sucesivas aventuras. El gag se repetirá en posteriores historietas y supone para el autor una especie de exorcismo para evitar el retorno a la simplificación de sus primeros álbumes. También son víctimas de la picardía de Tchang con el viejo truco de la carta cambiada, al igual que Rosencrantz y Guildenstern en Hamlet, pero con consecuencias menos graves. Los dos policías serán tomados por locos, a lo que ayuda su peculiar vestimenta.
Parece que Hergé se inspiró en varios modelos para su creación, pero entre ellos estaba, aunque fuera de forma inconsciente, su propio padre, Alexis Remi, quien tenía un hermano gemelo llamado León. Ambos llevaban bigote, se vestían igual y decían la famosa frase «je dirais même plus!» («yo aún diría más», en la versión española). Los tropiezos de los Dupondt, que también se repetirán en futuros álbumes, suponen una dosis de humor que relaja la aventurera acción de Tintín. En El Loto Azul no solo caen una primera vez en la estación, sino que, cuando se ríen de sí mismos al recordar el incidente, vuelven a caer aparatosamente. Este tipo de gags, así como su aire charlotesco, muestran la influencia del cine de Charles Chaplin. También Laurel y Hardy fueron dos modelos cinematográficos que influyeron en los personajes.

### Rastapopoulos
Este curioso personaje ya había aparecido como figurante en una viñeta de Tintín en América. Quizá su aspecto, diseñado para un productor cinematográfico, le gustó a Hergé, porque el personaje volvió a aparecer en Los cigarros del faraón. El apellido fue sugerencia de un amigo, y Hergé lo encontró sumamente divertido.
En su primera aparición en El Loto Azul, Rastapopoulos vuelve a mostrar a Tintín su cara amable y falsamente colaboradora, y simula ayudar en la resolución de la desaparición del profesor Fan Se-yeng a pesar de que él mismo ha organizado el secuestro. Su aparente amabilidad desaparece cuando se revela su verdadera personalidad. Al final del álbum volverá a aparecer, pero ya en calidad de líder supremo de la organización de narcotraficantes a la que Tintín lleva tiempo enfrentándose y, por tanto, superior de Mitsuhirato.
Se trata, sin duda, del contrapunto ideal al héroe, y por ello reaparecerá veinte años más tarde en Stock de coque. Si el parecido entre Tintín y Sherlock Holmes fue señalado ya por el propio Hergé, Rastapopoulos es el equivalente de Moriarty, como se ve en la reaparición del jefe de la trama de narcotraficantes tras su aparente fallecimiento en la aventura anterior. Sin embargo, el carácter recurrente de este personaje —y de otros de las aventuras de Tintín— también ha dado lugar a comparaciones con La comedia humana, de Honoré de Balzac.

### Dawson
El corrupto jefe de policía de la concesión internacional se ve forzado a negociar permanentemente con el ejército japonés de ocupación que rodea Shanghái. Adversario de Tintín, debe encajar su derrota junto al despechado Gibbons. Al igual que Rastapopoulos, Dawson volverá a aparecer años más tarde en Stock de coque en un nuevo rol de traficante de armas, una profesión que Hergé siempre vio con muy malos ojos.

### Wang Jen-Ghié
Este venerable profesor aparece como anfitrión de Tintín tras haber sido este narcotizado y secuestrado en el barco que le devolvía a la India. Para sorpresa del periodista, resulta no ser una víctima sino un agasajado huésped. Lo primero que hace Wang es pedirle disculpas por haberle raptado. La situación del hospedaje incómodo o forzado —por diversas razones— se repite con frecuencia en las historias de Tintín. Wang resultará ser miembro de la sociedad secreta de Los hijos del dragón, dedicada a luchar contra el tráfico de drogas y firme adversaria de Mitsuhirato. Este grupo colaborará con Tintín a lo largo de la historia. Finalmente, adoptará al joven huérfano Tchang.

### Gibbons
El empresario norteamericano representa lo peor de la sociedad occidental. Arrogante y racista, golpea sin motivo al culí que conduce el rickshaw que transporta a Tintín, lo que provoca la reacción de este en defensa del chino. Gibbons manifiesta públicamente sus ideas acerca de la supremacía de la raza blanca así como el desprecio que siente hacia la cultura china: Tras acudir al club occidental, explicará a sus amigos:

¡Mira que impedirme a mí que le pegase a un culi! ¿No es intolerable? ¿Adonde iremos a parar si no podemos inculcarles a esos salvajes amarillos algunas nociones de urbanidad? Te digo que da asco ya intentar civilizar un poco a esos bárbaros. ¿Es que no tenemos algunos derechos sobre ellos, nosotros que les traemos los adelantos de nuestra bella civilización occidental?

Aunque no forma parte de la trama delictiva, su resentimiento hacia el reportero hace que le perjudique activamente en varias ocasiones.

### El Maharajá de Rawhajpurtalah
Aunque el personaje tiene mayor intervención en Los cigarros del faraón, también aparece al inicio de El Loto Azul. Se trata de un personaje claramente positivo, honestamente preocupado por el bienestar de su pueblo. El período que Tintín pasa en su palacio, entre el final de una aventura y el comienzo de la siguiente, aparece como una época tranquila y libre de preocupaciones.

## El álbum

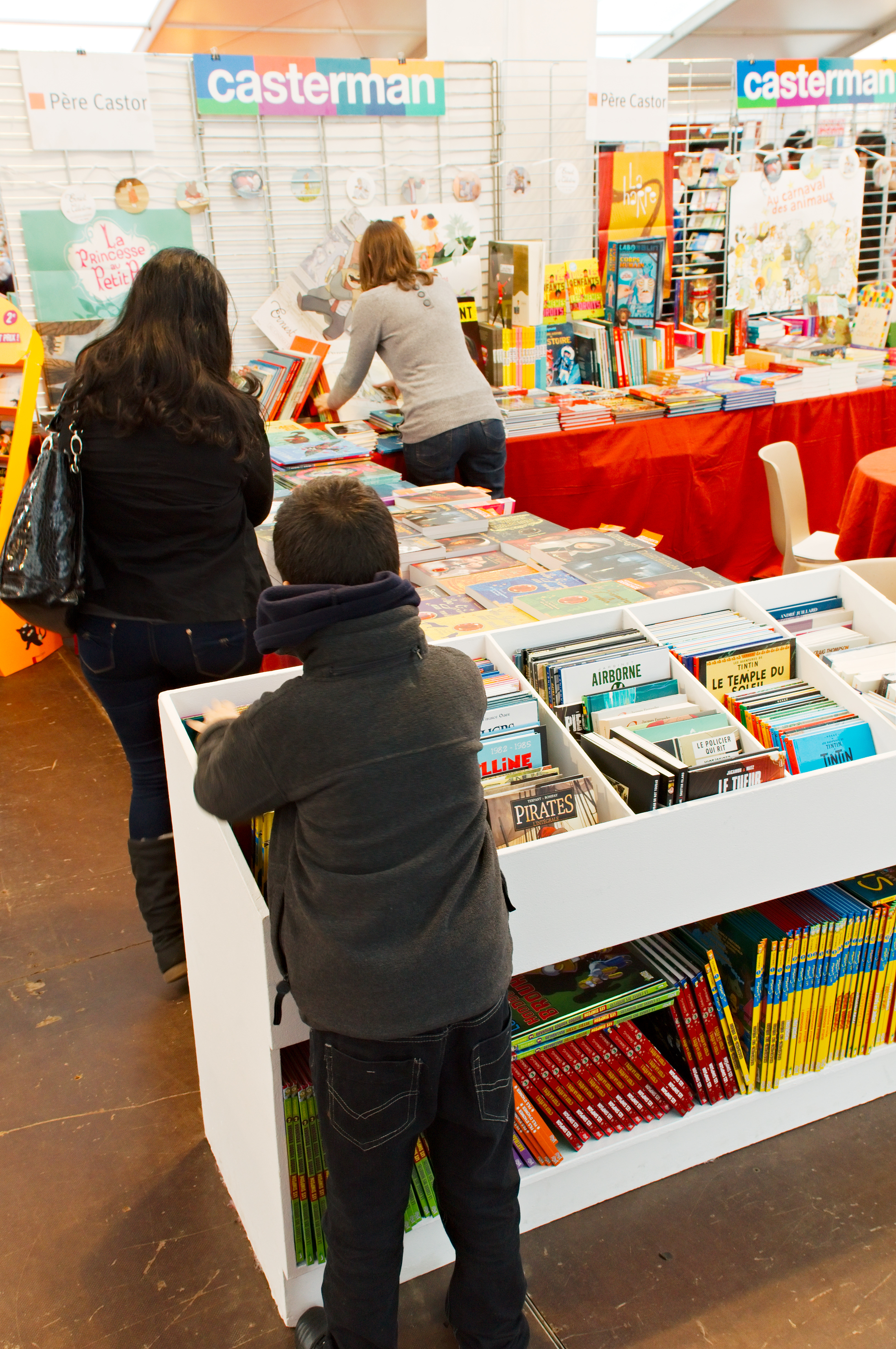
Stand de Casterman en una feria del libro. La firma editó el álbum de El Loto Azul de modo que satisfizo plenamente a Hergé.

En 1936, la editorial Casterman le encargó a Remi la preparación del álbum. Para ello, le exigió un título que estuviese en la línea del anterior; Hergé decidió llamarlo El Loto Azul, que le parecía misterioso y oriental, y terminó el proyecto de ilustración para la portada que ya tenía preparado. Este nombre es el del fumadero de opio propiedad de Mitsuhirato en el que transcurre parte de la acción. Dada la afición que el dibujante tenía por el cine, el título puede proceder de la película El expreso de Shanghai, dirigida en 1932 por Josef von Sternberg y protagonizada por Marlene Dietrich, en la que un críptico mensaje dice «El loto azul debe tener flores rojas a medianoche». Por otra parte, dicha planta es desconocida por la botánica. También la famosa portada que muestra un dragón chino de color rojo sobre fondo negro —colores que se invertirían en ediciones posteriores— está inspirada en el cine, pues un tema similar servía de fondo para una fotografía de Anna May Wong, coprotagonista de El expreso de Shanghai, en una portada de la revista A-Z que anunciaba su anterior película La hija del dragón. La importante experiencia de Hergé como diseñador publicitario le había convencido de la necesidad de que la portada captase la atención del público.
Para el interior del álbum, la editorial sugirió el uso del color, pero el artista carecía de tiempo debido al desarrollo de la nueva aventura de Tintín y otros trabajos —entre ellos la llegada de unos héroes nuevos, Jo, Zette y Jocko— y debió dedicar cinco domingos a realizar las láminas encartadas coloreadas. Aunque defendía un sistema de tricromía para las láminas, la editorial lo consideró demasiado oneroso.
Desde un punto de vista artístico, algunos críticos destacan la secuencia nocturna en la que, tras ser secuestrados en el barco, Tintín y Milú son introducidos en cajas y arrojados al mar, de donde son recogidos por una pequeña embarcación y trasladados de nuevo a la costa. Los dibujos tienen el aspecto de negativos fotográficos, pues los fondos se ven en color gris claro y las figuras en negro. Ello permite resaltar las ondas del mar y las siluetas de los árboles recortadas contra el cielo. Al mismo tiempo, la página llama la atención porque en ella no aparece el protagonista, habitualmente omnipresente en el relato.
Cuando a Hergé le llegó uno de los ejemplares del álbum escribió lo siguiente al editor: «¡Acabo de recibir el álbum de Tintín y me he quedado sobrecogido! Es de gran lujo y lo primero que me ha venido a la mente es que ¡es demasiado bonito para los críos! (…) ¡Qué poco me esperaba yo algo parecido a esto!» El éxito fue tal que el autor recibió de inmediato el encargo de nuevos encartes para las reediciones de los anteriores álbumes. La confianza que el dibujante experimentó tras este trabajo, primero del que se sentía orgulloso, le permitió afrontar el reto de enviar a su protagonista a otro lugar exótico: la América Latina de La oreja rota.

### La llegada del color

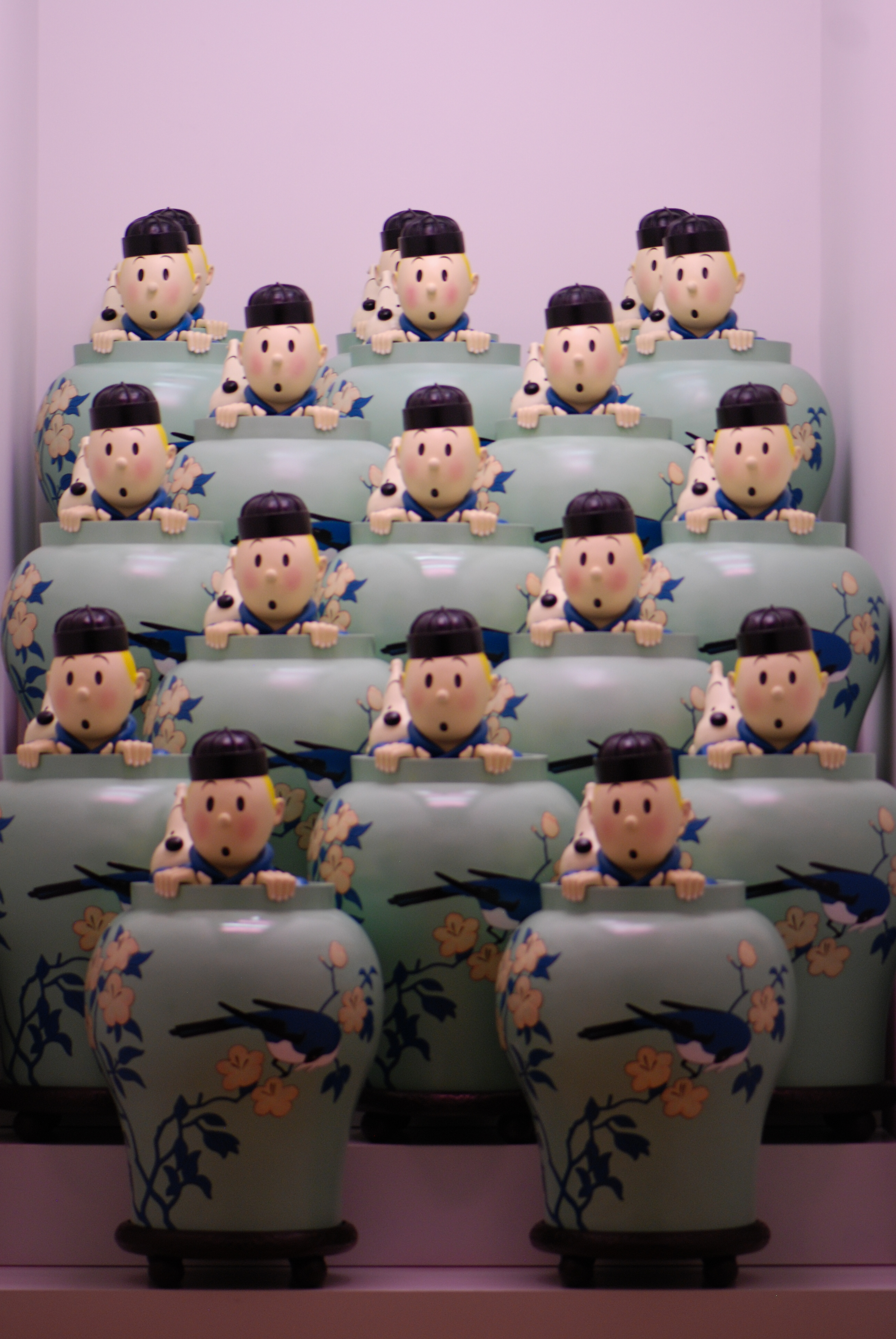
Figuras de Tintín y Milú de la portada de cómic

En 1940, durante la Segunda Guerra Mundial, Alemania invadió Bélgica y las nuevas autoridades cerraron Le Vingtième Siècle y, con él, Le Petit Vingtième. Tras años de popularidad, Hergé se encontró sin empleo. Para remediar la situación, y siguiendo las instrucciones que el rey Leopoldo III dio de retomar las ocupaciones normales, Remi aceptó una oferta del diario Le Soir. Durante la guerra, las aventuras de Tintín se siguieron publicando en este periódico. Puesto que su línea editorial estaba controlada por las autoridades nazis, tras la liberación todos los empleados del diario se convirtieron en sospechosos de colaboracionismo. El periódico fue cerrado para volver a abrir con nuevo personal. Todos los antiguos trabajadores fueron investigados. El mismo Hergé, a pesar de su popularidad, fue detenido varias veces, llegó a pasar una noche en el calabozo y no pudo seguir publicando durante un tiempo. Esa obligada interrupción la aprovechó preparando para Casterman las versiones en color de los viejos álbumes que habían sido publicados originalmente en blanco y negro.
En 1946 se publicó la versión en color de El Loto Azul. Ello dio lugar a algunos retoques, aunque de menor entidad que los que tuvieron las aventuras anteriores. En el original en blanco y negro, al comienzo de la historia un artículo firmado por G.R. (casualmente las mismas iniciales del autor, George Remi) recordaba lo sucedido en el episodio anterior. Este guiño al lector desapareció en la nueva versión, siendo reemplazado por un resumen periodístico. Algo similar ocurre con el final, donde se simplifica la sección periodística. Los soldados escoceses que intentan dar una paliza al protagonista, son sustituidos por tres robustos sijes, y también se suprime la condecoración que se les imponía posteriormente con intenciones humorísticas. También hay algún cambio en la secuencia del cine. Un reportaje dedicado al nuevo récord de velocidad establecido por sir Malcolm Campbell fue suprimido por ser demasiado coyuntural y hacer referencia al pasado. También cambian detalles menores, como el nombre del hotel en el que se aloja Tintín, el contenido del panel del despacho de Mitsuhirato que muestra los nombres y cargamento de los barcos utilizados por la red de narcotraficantes o el nombre de la compañía para la que trabaja Gibbons.

## Acogida de la crítica

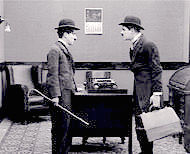
La influencia del cine de Chaplin es visible en Hergé, particularmente en su composición de Hernández y Fernández.

El éxito de El Loto Azul fue incontestable. Le Petit Vingtième organizó una fiesta en el Circo Real para celebrar el regreso de Tintín desde Oriente a la que acudieron unos tres mil lectores. Hergé y el equipo del periódico fueron recibidos con una fuerte ovación. El autor comenzó a ser muy conocido. El álbum fue objeto de diversos comentarios en la prensa. En noviembre de 1936, monseñor Schyrgens escribirá en las páginas del propio Le Vingtième Siècle:

El Loto Azul es sin duda producto de un texto fantasmagórico, dibujos superconquistadores habría dicho Rabelais, láminas y portada de un pintoresco rutilante, de la imaginación oriental de nuestro más fecundo maestro de lo fantástico, del más espiritual de nuestros humoristas, Hergé.

Los estudiosos de la obra de Hergé valoran muy positivamente el álbum. El crítico belga Philippe Goddin considera que el autor sabe mantener la tensión en todo momento para tener en vilo al lector de los fascículos semanales. El español Fernando Castillo opina que la historia alcanza una madurez crítica desconocida hasta entonces en las aventuras de Tintín. El estudioso británico Michael Farr cree que en este álbum las aventuras están ya organizadas «con la precisión de una sinfonía», y que «posee una cohesión, una precisión y una profundidad que ninguna aventura de Tintín había alcanzado hasta entonces». En general, se considera que es la primera obra maestra del autor y que constituye un punto de inflexión en su creación. Para algunos estudiosos, es incluso el mejor álbum de la serie de Tintín. El historietista y crítico francés Benoît Peeters considera que El Loto Azul marca un antes y un después en la obra de Hergé y opina que su fuerza procede de la influencia de un Zhang convertido en personaje de ficción.
Farr considera también que la historia supone un cambio respecto de las anteriores en cuanto que construye un guion que discurre de forma más pausada y ordenada, acabando con la tendencia a meter al protagonista en un atolladero tras otro con la intención de mantener la tensión en todos los fascículos semanales. Por otra parte, afirma que el propio autor reconoció que representó el comienzo de su interés por documentarse acerca de los países que iba a visitar Tintín. De hecho, en los archivos de Hergé hay más bocetos y estudios creados para El Loto Azul que para cualquier otro de los álbumes del personaje, si bien es difícil diferenciar cuáles son del autor belga y cuáles de Zhang Chongren. A juicio de este estudioso de la obra de Hergé, la influencia del arte chino recibida a través de Zhang habría permitido que el historietista bruselense perfeccionara su estilo de línea clara que llegaría a ser tan característico de su dibujo y que tanto influiría después en otros artistas.

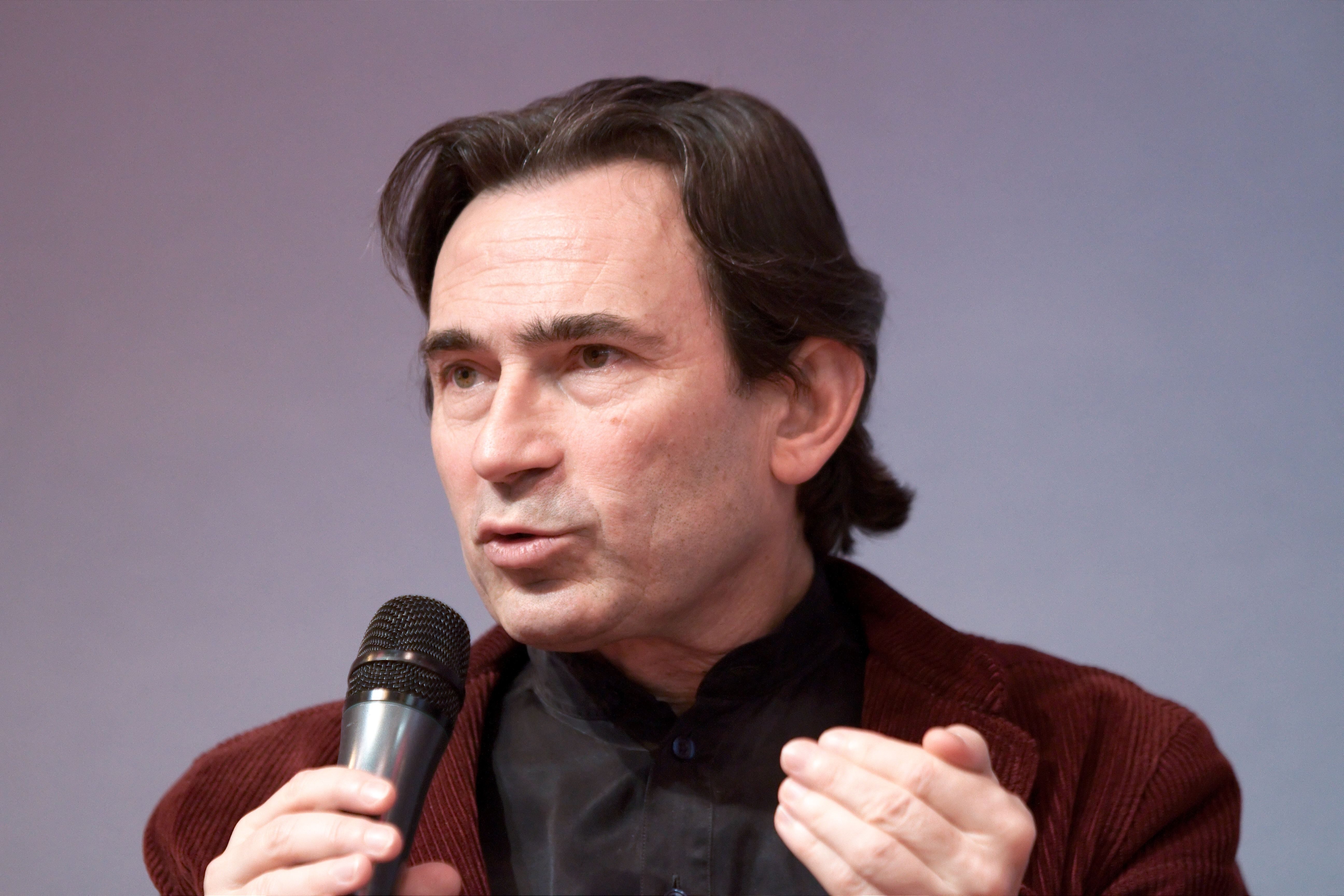
El crítico Benoît Peeters considera que El Loto Azul marca un punto de inflexión en la obra de Hergé

El escritor francés Pierre Assouline considera que Hergé sufrió una transformación durante la gestación de la historieta. Cree que ganó en rigor lo que perdió en improvisación y que alcanzó su nivel más alto hasta entonces en calidad gráfica, maestría en el relato y dominio de la composición. Piensa que dosificó mejor sus gags para dotar de mayor fuerza poética a la historia. Cree que su apuesta por el realismo documental dotó de autenticidad a las anécdotas que reflejaba. Todo ello representó una ruptura con su obra anterior que el mismo autor reconocería posteriormente.
El escritor inglés Tom McCarthy considera que El Loto Azul es el álbum «visualmente más rico» de Hergé debido a la influencia de Zhang, y que abrió el interés del autor por la verosimilitud. Este autor ha estudiado especialmente las abundantes conexiones existentes entre Las aventuras de Tintín y la literatura, así como la riqueza de sus personajes y situaciones, y se ha preguntado si la obra de Hergé puede ser considerada Literatura.
Una de las páginas del álbum muestra una de las pocas ocasiones en que Tintín entra en una sala de cine. Aunque el séptimo arte no aparece mucho en las aventuras de Tintín, sí fue muy importante para Georges Remi, quien pudo asistir a su nacimiento y desarrollo. Se han señalado las influencias en la obra de Hergé de directores como Alfred Hitchcock, Julien Duvivier o Charles Chaplin.
En 1989, al celebrar el sexagésimo cumpleaños de Tintín, se organizó una exposición que exhibía todos los dibujos originales realizados a tinta china para El Loto Azul. Su calidad y reconocimiento artístico elevó la obra de Hergé a un nivel que era imposible de concebir cuando fue publicada semanalmente como una historieta para niños en Le Petit Vingtième.